# 竹内義人
竹内 義人（たけうち よしと）は、日本の俳優。

## 出演作品

### テレビドラマ
- きらきらひかる3（2000年）
- 六番目の小夜子 第7話（2000年）
- ズッコケ三人組3 第10話（2001年） - 有村茂三郎
- 海のオルゴール（2003年）
- ウルトラマンネクサス（2004年 - 2005年） - 三沢広之
- 土曜ワイド劇場
  - おとり捜査官・北見志穂 第9作（2005年）
  - おとり捜査官・北見志穂 第10作（2006年） - 徳永刑事
- いい男はマーケティングで見つかる 第1話（2005年）
- 水曜ミステリー9 信濃のコロンボ事件ファイル 第10作（2005年）

### オリジナルビデオ
- 新任女教師 美術室の情事（1996年）